# محمود صارمی
محمود صارمی (۱۳۴۷ – ۱۷ مرداد ۱۳۷۷) خبرنگار ایرانی و مسئول دفتر خبرگزاری جمهوری اسلامی در مزارشریف افغانستان بود که در سال ۱۳۷۷ در جریان کشتار دیپلمات‌های ایرانی در مزارشریف کشته شد.
همچنین وی از اعضای بسیج دانشجویی دانشکده جغرافیای دانشگاه تهران نیز بود.

## زندگی
محمود صارمی در سال ۱۳۴۷ در روستای چهاربره شهرستان بروجرد از توابع استان لرستان متولد شد. دورهٔ ابتدایی را در همان روستا به پایان رساند و برای ادامه تحصیل روانه بروجرد شد. پس از پذیرفته شدن در رشته جغرافیا به تهران مهاجرت کرد و بعد از گذراندن چند ترم از طریق بسیج دانشجویی دانشگاه تهران راهی جبهه‌های نبرد شد و مدت ۱۷ ماه را در آن جا گذراند. مجدداً به دانشگاه بازگشت و به ادامه تحصیل پرداخت.
محمود در سال ۱۳۷۰ مشغول به همکاری با خبرگزاری جمهوری اسلامی گردید. در سال ۱۳۷۱ در حالی که به تحصیلات خود در مقطع کارشناسی ارشد ادامه می‌داد، ازدواج نمود. در سال ۱۳۷۵ به عنوان مسئول دفتر خبرگزاری جمهوری اسلامی در مزار شریف افغانستان انتخاب شد و دو سال بعد در ۱۷ مرداد ۱۳۷۷ در شهر مزار شریف به دست گروه طالبان کشته شد.

## کشته شدن
در ۱۷ مرداد ۱۳۷۷، محمود صارمی خبرنگار خبرگزاری جمهوری اسلامی مستقر در مزار شریف افغانستان، به همراه ۸ نفر از کارکنان سرکنسولگری ایران در این شهر توسط عوامل گروه طالبان به قتل رسید.
تا مدت‌ها از سرنوشت این ۹ نفر گزارشی منتشر نشد، تا این که پیکرهای آنان در یک گور جمعی در خرابه‌های پشت کنسولگری به دست آمد. پیکر آنان ۲۲ شهریور ۱۳۷۷ به تهران منتقل شد و به خاک سپرده شد.
در میان این ۹ نفر تنها محمود صارمی به سرکنسولگری ایران وابستگی سازمانی نداشت. روزنامه «شرق» نوشته که علاء الدین بروجردی، مدتی پیش در برنامه تلویزیونی «شناسنامه» گفته بود که او تلاش زیادی برای نجات جان محمود صارمی و سایر دیپلمات‌های کشته‌شده در افغانستان کرده بود. اما خدیجه روزبهانی، همسر محمود صارمی، در سالگرد کشته‌شدن شوهرش به روزنامه شرق گفت که علاءالدین بروجردی به آقای صارمی دستور داد که «باید به افغانستان برگردد و بعدها خودش با هواپیمایی که محمود با آن به مزار شریف رفته بود، به ایران بازگشت».

### روز خبرنگار
شورای فرهنگ عمومی کشور در اولین سالگرد کشته‌شدن محمود صارمی، ۱۷ مرداد را به پاس قدردانی از این مقام «روز خبرنگار» نامید.

## کتاب گزارش آخرین گزارش
گزارش آخرین گزارش نوشته بهمن کبیری پرویزی کتابی است که پیرامون محمود صارمی گردآوری شد.

## آخرین پیام
آخرین پیام خبرنگار محمود صارمی: «مزار شریف سقوط کرد. هفدهم مرداد ماه ۱۳۷۷، اینجا محل کنسولگری ایران در مزار شریف است، من محمود صارمی خبرنگار خبرگزاری جمهوری اسلامی ایران هستم، گروه طالبان چند ساعت پیش وارد مزار شریف شدند. خبر فوری، فوری. مزار شریف به دست طالبان سقوط کرد، عده‌ای از افراد طالبان در محوطه کنسولگری دیده می‌شوند به من بگویید که چه وظیفه‌ای …»